# Milan Kundera

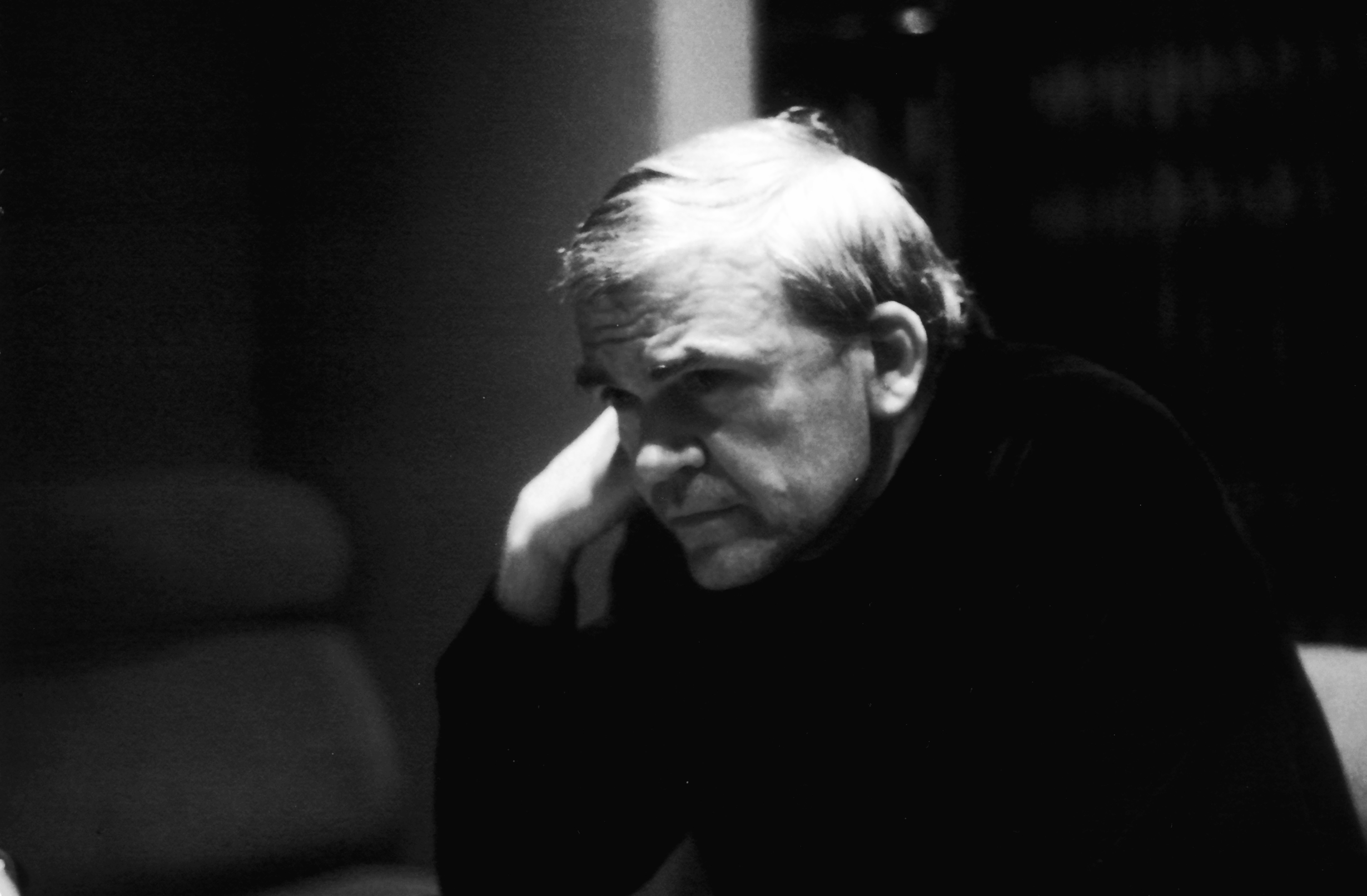
Milan Kundera (1980)

Milan Kundera (Aussprache [ˈmɪlan ˈkundɛra], * 1. April 1929 in Brünn, Tschechoslowakei; † 11. Juli 2023 in Paris, Frankreich) war ein tschechisch-französischer Schriftsteller. Bekannt wurde er durch die Anthologie Das Buch der lächerlichen Liebe (1969). Den kommerziell größten Erfolg feierte er mit dem Roman Die unerträgliche Leichtigkeit des Seins (1984). Ab 1984 schrieb Kundera in französischer Sprache. Er lehrte Literatur an der École des hautes études en sciences sociales (EHESS) in Paris.

## Leben und Werk

### Tschechoslowakei
Milan Kundera wuchs in einer bürgerlichen Familie im mährischen Brünn auf. Sein Vater Ludvík Kundera, ein Schüler Leoš Janáčeks, war Pianist, Musikwissenschaftler und von 1948 bis 1961 Rektor der Musikhochschule in Brünn. Der tschechische Dichter und Schriftsteller Ludvík Kundera war sein Cousin.
Vater Ludvík Kundera brachte seinem Sohn bereits früh das Klavierspielen bei. Musik zieht sich als Motiv und Strukturelement durch Milan Kunderas ganzes literarisches Werk.
Noch als Gymnasiast, 1945, übersetzte Milan Kundera ein Gedicht des russischen Dichters Wladimir Majakowski, das in der Zeitschrift Gong veröffentlicht wurde. Vermutlich unter dem Einfluss seines Cousins entstanden erste eigene lyrische Arbeiten; eine davon wurde 1946 in der Zeitschrift Mladé archy veröffentlicht.
Nach dem Ende des Zweiten Weltkrieges war Kundera zunächst Arbeiter und Jazzmusiker. 1948 schloss er das Gymnasium ab, trat in die Kommunistische Partei ein und nahm an der Prager Karls-Universität ein Musik- und Literaturstudium auf. Nach zwei Trimestern wechselte er an die Filmakademie, wo er als Hauptfächer Regie und Drehbuch belegte. Um 1950 wurden er und ein weiterer Autor, Jan Trefulka, wegen „Machenschaften gegen die Partei“ aus dieser ausgeschlossen und Kundera musste sein Studium für zwei Jahre unterbrechen. Nach der erneuten Aufnahme 1967 folgte 1970 der endgültige Ausschluss aus der Partei.
Nach seinem Studium wirkte Kundera als Dozent für Weltliteratur an der Filmfakultät der Akademie der musischen Künste in Prag und unterrichtete dort zahlreiche Vertreter der späteren Tschechoslowakischen Neuen Welle, darunter Miloš Forman und Věra Chytilová. In seinem 1953 erschienenen Debüt-Gedichtband Der Mensch: Ein weiter Garten (Člověk zahrada širá) setzt er sich kritisch mit der auch in der Tschechoslowakei offiziellen Doktrin des Sozialistischen Realismus auseinander – allerdings aus einer überzeugten kommunistischen Grundperspektive heraus. Das Gedicht Letzter Mai (Poslední máj), das Kundera 1955 schrieb, ist eine durchgehend systemkonforme Hommage an den tschechischen Antifaschisten und Freiheitskämpfer Julius Fučík. Ein weiteres Grundmotiv Kunderas ist auch in diesem Werk präsent: die Kultur des mährischen Volkes wird als Symbol für nationale Werte und Patriotismus eingesetzt.
Im Gedichtband Monologe von 1957 entfernt sich Kundera von der Politik und legt einen Schwerpunkt auf die zwischenmenschlichen Beziehungen. Kundera war wie viele andere Künstler in den 1950er Jahren und zu Beginn der 60er angepasst; später beanspruchte er für sich das Recht, Werke aus dieser Zeit nicht mehr übersetzen oder publizieren zu lassen. Die 2020 erschienene Kundera-Biografie des Schriftstellers Jan Novák, die als Quellen Protokolle der Staatssicherheit verwendet und in Tschechien kontrovers diskutiert wurde, wirft ihm unter anderem vor, seine regimetreue Phase später verschwiegen zu haben.
Kundera publizierte für verschiedene Literaturzeitschriften, unter anderem Literární noviny und Listy vielbeachtete Essays über Avantgarde-Poesie. Der vierte tschechoslowakische Schriftstellerkongress im Jahr 1967 stellte für Kundera, wie für die meisten seiner Generation, einen Wendepunkt im gesellschaftlichen Kulturleben und einen Meilenstein in der Entwicklung des Prager Frühlings dar.
Der Scherz und die ersten der später im Buch der lächerlichen Liebe veröffentlichten Geschichten (Směšné lásky, geschrieben ab 1958, erschienen 1963, 1965 und 1968) sind Ausdruck der wachsenden Kritik Kunderas an den Verhältnissen in der kommunistischen Tschechoslowakei. Hier, wie in vielen seiner folgenden Werke, beschreibt er den Konflikt zwischen dem Einzelnen und seinen privaten Wünschen und Hoffnungen einerseits und einem Regime, das sich in totalitärer Weise die Bekämpfung eben jener Individualität zum Ziel gesetzt hat. Nicht zuletzt sind diese Romane auch eine Auseinandersetzung mit Kunderas eigener Biographie; Der Scherz etwa ist inspiriert von Kunderas Ausschluss aus der kommunistischen Partei. Das Buch der lächerlichen Liebe wurde später von Kundera als sein erstes „erwachsenes“ Werk bezeichnet. Indem er in den sieben Kurzgeschichten von zwischenmenschlichen Beziehungen erzählt, zeigt er zugleich die Fragwürdigkeit von Begriffen wie Wahrheit und Lüge, Glaubwürdigkeit und Täuschung auf.
Mit dem Einmarsch der sowjetischen Truppen im August 1968 in die Tschechoslowakei wurden die Reformbemühungen des Prager Frühlings zerschlagen und die Presse- und Kulturfreiheit im gesamten Land mit Beginn der sogenannten Normalisierung, wie die Zeit des Neostalinismus im offiziellen Sprachgebrauch bezeichnet wurde, unterdrückt. Bis zum Fall des Kommunismus im Jahr 1989 blieb diese Situation unverändert. Kundera verlor seine Stelle an der Filmhochschule, seine Bücher wurden aus Bibliotheken entfernt und nicht mehr verlegt. In Das Leben ist anderswo (Život je jinde, 1969/1970) sowie Abschiedswalzer (Valčík na rozloučenou, 1970/1971) rechnet Kundera mit seiner kommunistischen Vergangenheit ab. Das Buch Abschiedswalzer, das zunächst den Titel Epilog trug, betrachtete er damals als seinen letzten Roman. Da er inzwischen zur Persona non grata im tschechischen Kulturleben geworden und an eine Veröffentlichung in seiner Heimat nicht zu denken war, entstanden beide Bücher ohne Rücksicht auf Zensur und Politik.

### Frankreich

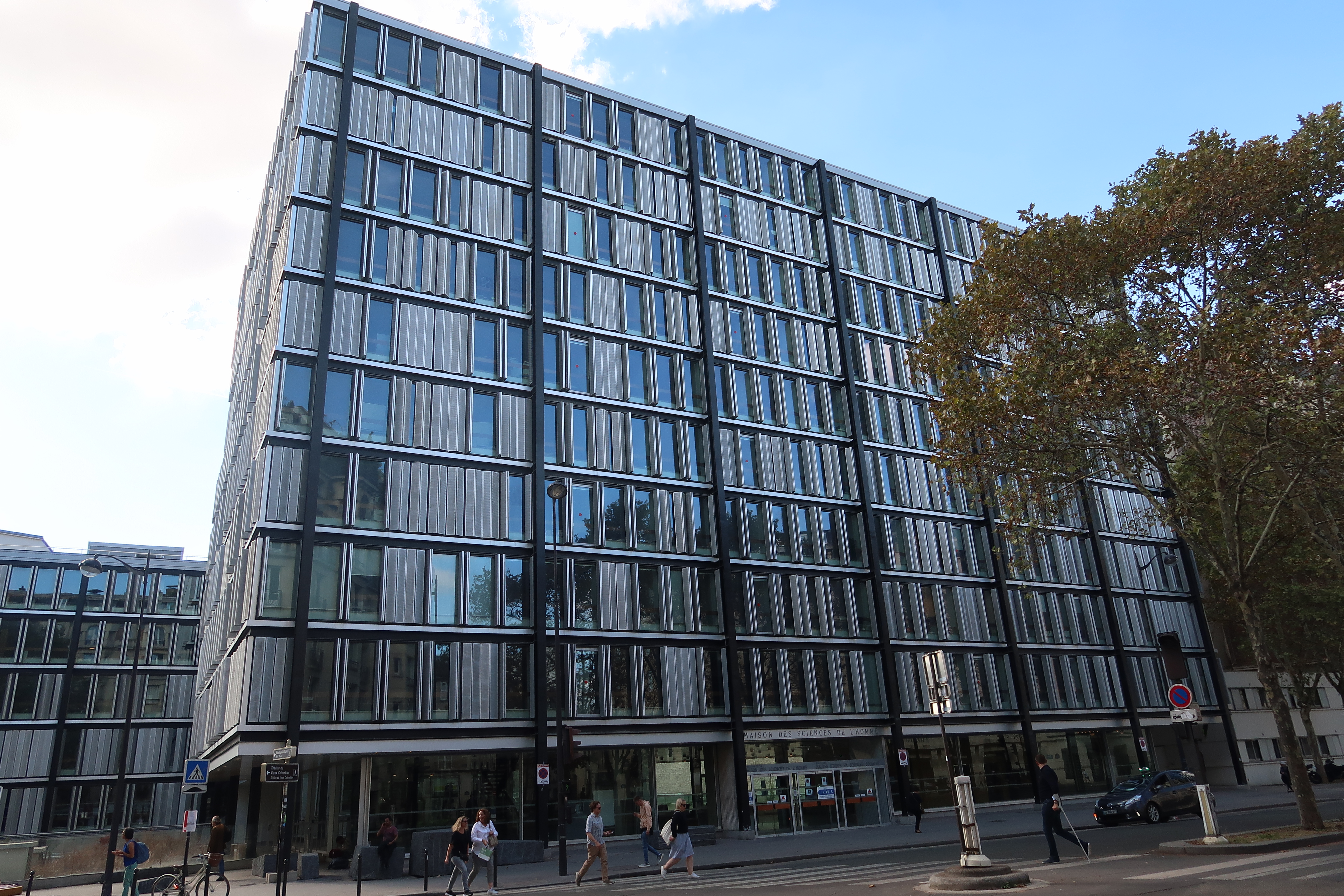
Im Jahr 1978 nahm Milan Kundera eine Dozentur an der Elite-Hochschule École des hautes études en sciences sociales in Paris an

1975 erhielt Kundera eine Einladung für einen Aufenthalt als Dozent an der Universität Rennes und ging daraufhin mit seiner Ehefrau Věra Kunderová nach Frankreich, wo er bis zu seinem Tod lebte. 1978 zog er nach Paris und nahm eine Dozentur an der École des Hautes Études en Sciences Sociales an. Das tschechoslowakische Regime hinderte ihn nicht daran.
Sein 1978 veröffentlichter Roman Das Buch vom Lachen und Vergessen (Kniha smíchu a zapomnění), eine erneute kritische Auseinandersetzung mit dem Kommunismus sowie seiner eigenen kommunistischen Vergangenheit, führte 1979 zum Entzug seiner tschechoslowakischen Staatsbürgerschaft, wodurch er staatenlos wurde. Zwei Jahre später, Mitte 1981, wurde ihm die französische Staatsbürgerschaft gewährt, nachdem François Mitterrand Staatspräsident und Jack Lang Kulturminister geworden waren. Erst 2019 erhielt Kundera die tschechische Staatsbürgerschaft zurück, nachdem ihn 2018 der damalige Ministerpräsident Andrej Babiš in Paris besucht hatte.
1984 kam der Roman heraus, der ihn international bekannt machte: Die unerträgliche Leichtigkeit des Seins (L’Insoutenable Légèreté de l’être). Auch dieser spielt in der kommunistischen Tschechoslowakei. Der 1990 entstandene Roman Die Unsterblichkeit (Nesmrtelnost) hat erstmals keine tschechischen Charaktere und Schauplätze; er spielt in Frankreich und wird als erster „französischer“ Roman Kunderas angesehen. Dieser und der 1995 folgende Roman Die Langsamkeit (La lenteur) enthalten durchgängig Kritik an der westeuropäischen Zivilisation am Ende des 20. Jahrhunderts und prangern Künstlichkeit, Technokratie und Unmenschlichkeit an.
1983, während einer Hochphase des Kalten Kriegs, schrieb Kundera einen berühmt gewordenen Essay mit dem Titel Un occident kidnappé – die Tragödie Mitteleuropas. Kunderas zweiter in französischer Sprache geschriebener Roman Die Identität (L’Identité, 1995, erschienen 1998) ist wie Die Langsamkeit ein Liebesroman, der den Wert der Liebe in einer feindseligen und primitiven modernen Welt heraushebt. Die dritte französische Arbeit ist der im Jahr 2000 entstandene Roman Die Unwissenheit (L’ignorance). Ab 1991 war Kundera Mitglied des Lektorenkollegiums des Verlags Gallimard in Paris, in dessen Reihe Bibliothèque de la Pléiade seine Werke erschienen.
Kundera lebte zusammen mit seiner Frau zurückgezogen in Paris und gab wenig von seinem Privatleben preis. Seit 1985 gab er ausschließlich schriftliche Interviews, weil er sich oftmals falsch zitiert fühlte. Auch Übersetzungen seiner Romane ließ er stets überprüfen und überarbeiten. Die französischen Romane liegen nicht auf Tschechisch vor. Seit 1986 war er auswärtiges Ehrenmitglied der American Academy of Arts and Letters und seit 2002 der American Academy of Arts and Sciences.
Milan Kundera starb am 11. Juli 2023 im Alter von 94 Jahren in Paris.
Am 17. Januar 2025 wurden seine sterblichen Überreste der Oberbürgermeisterin von Brünn übergeben, wo sie ebenso wie diejenigen seiner im September 2024 in Frankreich gestorbenen Ehefrau beigesetzt werden sollten.

### Kontroverse um angebliche Denunziation eines Antikommunisten 1950
Im Oktober 2008 legte der Historiker Adam Hradilek vom Institut für das Studium totalitärer Regime in der tschechischen Kulturzeitschrift Reflex Dokumente vor, die belegen sollen, dass der damals 20-jährige Kundera im Jahre 1950 den 22-jährigen antikommunistischen Aktivisten Miroslav Dvořáček bei der Polizei anzeigte. Dieser wurde damals zu 22 Jahren Gefängnis verurteilt, von denen er vierzehn Jahre als Zwangsarbeiter im Uranbergbau verbrachte.
Die Berichte lösten eine umfangreiche Debatte in den Feuilletons aus. Kundera sprach nach den Vorwürfen von einem „verdächtig perfekt vorbereiteten Attentat“ und äußerte: „Ich bin völlig überrumpelt von etwas, das ich nicht erwartet habe, von dem ich noch gestern nicht einmal etwas wusste und das nicht passiert ist.“ In Bezug auf die Tatsache, dass das Protokoll nicht von ihm unterschrieben ist, sondern nur von einem Beamten der Geheimpolizei, äußerte Kundera: „Ob sich jemand anderes hinter meinem Namen versteckt hat, weiß ich nicht.“ Später meldete sich der Literaturhistoriker Zdeněk Pešat zu Wort und erklärte, dass jemand anders, nämlich Pešats damaliger Kollege Miroslav Dlask, Dvořáček an die Geheimpolizei verraten habe.
Ende Oktober 2009 berichtete die Zeitung Lidové noviny, dass die Echtheit des 2008 veröffentlichten Polizeiprotokolls aus dem Jahr 1950 bewiesen sei. Weiterhin unklar sei hingegen, ob Kundera selbst die Anzeige erstattet habe. Er selbst gab keine weitere Stellungnahme mehr ab. Für Andreas Breitenstein ist der Titel des späten Romans Das Fest der Bedeutungslosigkeit ein „trotzig-höhnischer Kommentar“ zu dieser Affäre.

## Preise und Ehrungen
- Staatspreis der ČSSR (1964)
- Preis des Schriftstellerverbandes der ČSSR (1968)
- Prix Médicis für den besten ausländischen, in Frankreich publizierten Roman (Das Leben ist anderswo, 1973)
- Premio letterario Mondello für Abschiedswalzer (1978)
- Amerikanischer Common Wealth Award für das Gesamtwerk (1981)
- Europäischer Literaturpreis (1982)
- Doctor honoris causa der Universität Michigan, USA (1983)
- Jerusalempreis für die Freiheit des Individuums in der Gesellschaft (1985)
- Kritikerpreis der Académie française für Die Kunst des Romans (1987)
- Nelly-Sachs-Preis (1987)
- Österreichischer Staatspreis für europäische Literatur (1987)
- Ritter der französischen Ehrenlegion (1990)
- Erster Preis für ausländische Literatur der englischen Tageszeitung The Independent (1991)
- Jaroslav-Seifert-Preis für Die Unsterblichkeit (1994)
- Tschechische Verdienstmedaille (1995)
- Herder-Preis der Universität Wien (2000)
- Literaturpreis der Stadt Brno (Brünn) (2005)
- Ladislav-Fuks-Preis der Akademie für tschechische Literatur (2006)
- Staatspreis für Literatur der Tschechischen Republik (Verleihung am 28. Oktober 2007)[19]
- Prix mondial Cino Del Duca (2009)
- Franz-Kafka-Preis (2020)
- Eröffnung der Milan-Kundera-Bibliothek in Brno (2023)[20]

- Am 8. Dezember 1998 wurde der Asteroid (7390) Kundera nach ihm benannt.

## Schriften (Auswahl)

### Romane, Erzählungen

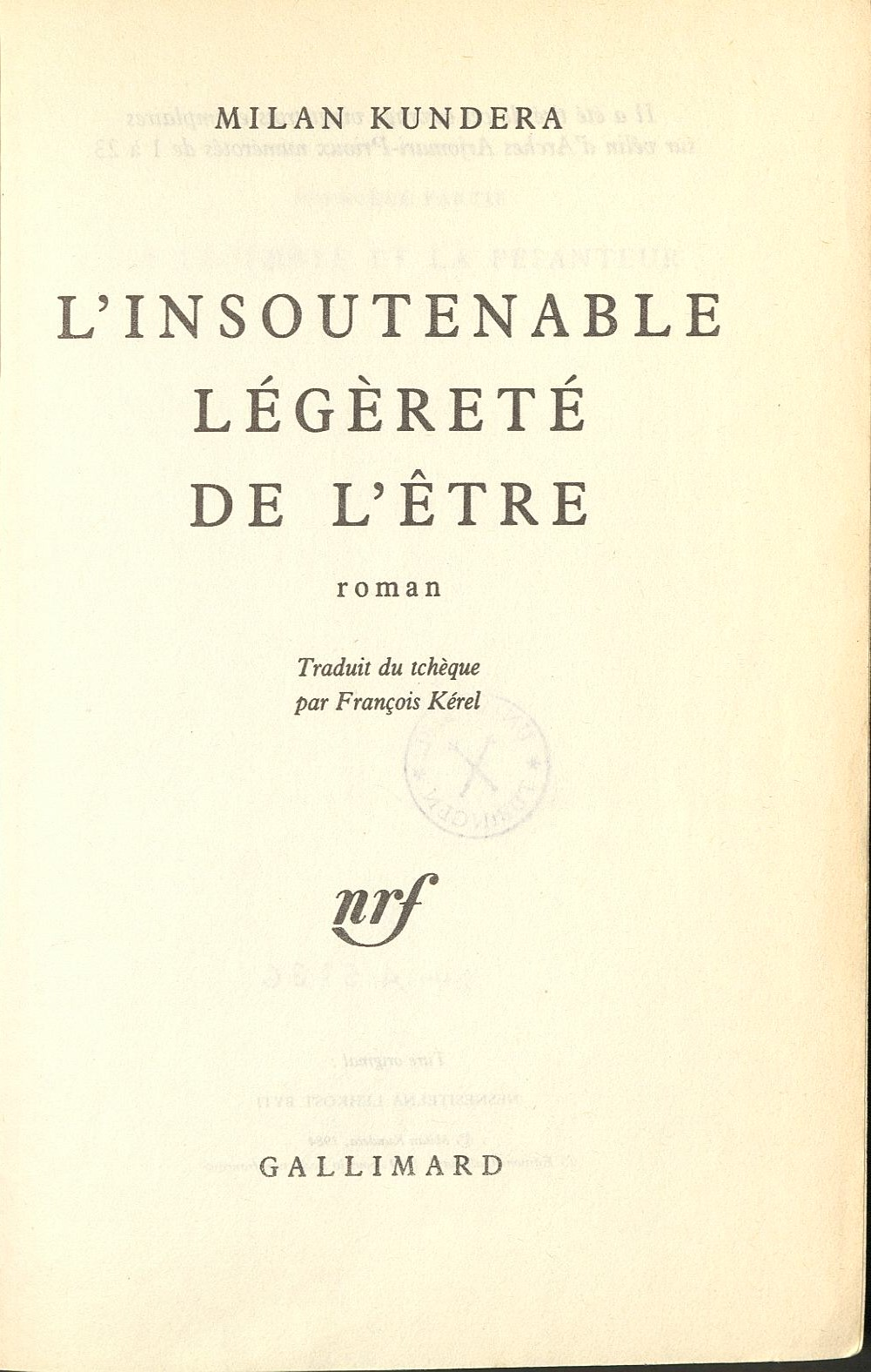
L’Insoutenable Légèreté de l’être, Titelblatt der französischen Erstausgabe, 1984

- Das Buch der lächerlichen Liebe (Směšné lásky, erschienen in drei Teilveröffentlichungen 1963, 1965 und 1968; 1970 als Buch erschienen)
- Der Scherz (Žert, 1965/67)
- Das Leben ist anderswo (Život je jinde, 1969/70)
- Abschiedswalzer (Valčík na rozloučenou, 1970/71). Gallimard, Paris 1976, La valse aux adieux. Suhrkamp Taschenbuch, Frankfurt am Main 1991, ISBN 3-518-38315-9.
- Das Buch vom Lachen und Vergessen (Kniha smíchu a zapomnění, 1978). Suhrkamp Taschenbuch, Frankfurt am Main 1978, ISBN 3-518-39037-6.
- Die unerträgliche Leichtigkeit des Seins (L’Insoutenable Légèreté de l’être, 1984)
- Die Unsterblichkeit (Nesmrtelnost, 1990)
- Die Langsamkeit (La lenteur, 1995)
- Die Identität (L’Identité, 1995, erschienen 1998)
- Die Unwissenheit (L’ignorance, 2000)
- Das Fest der Bedeutungslosigkeit (La Fête de l’insignifiance, 2014). Carl Hanser, München 2015, ISBN 3-446-24763-7.

### Gedichte
- Der Mensch: Ein weiter Garten (Člověk zahrada širá, 1953)
- Monologe (Monologues, 1957)

### Theater
- Jacques und sein Herr: Hommage an Denis Diderot in drei Akten, dt. 2003 (Jakub a jeho pán: Pocta Denisu Diderotovi, 1981)

### Essays
- Un occident kidnappé, 1983 (deutsche Übersetzung 1984: Die Tragödie Mitteleuropas)
- Die Kunst des Romans (Originaltitel L’Art du Roman 1986, übersetzt von Brigitte Weidmann) Hanser, München 1987, ISBN 3-446-14858-2; neu übersetzt von Uli Aumüller 2007, ISBN 978-3-446-20926-8.
- Verratene Vermächtnisse, 1994 (Les Testaments trahis, 1993)
- Der Vorhang dt. 2005 (Le rideau, 2005)
- Eine Begegnung (übersetzt von Uli Aumüller), Hanser, München 2011, ISBN 978-3-446-23555-7 (Milan Kundera: Der doppelte Geist des Jahres 1968 Über die beiden grossen Frühlinge und über die Škvoreckýs. NZZ vom 29. Januar 2011)
- Das Tschechische Los. Der kritische Geist – Oder von großen und kleinen Völkern in der Welt. In: Lettre International, LI 80, Frühjahr 2008, S. 42–44. (zuerst in Literární Listy 7-8 vom 19. Dezember 1968)
- Irrtümer, Hoffnungen. Über echten Kritizismus, Radikalismus und moralischen Exhibitionismus. In: Lettre International, LI 80, Frühjahr 2008, S. 47–49 (zuerst in Host do Domu 15 vom 9. September 1969)

## Verfilmungen
- 1965: Niemand wird lachen (Nikdo se nebude smát), Regie: Hynek Bočan
- 1969: Der Scherz (Žert), Regie: Jaromil Jireš
- 1988: Die unerträgliche Leichtigkeit des Seins (The Unbearable Lightness of Being), Regie: Philip Kaufman

## Dramatisierungen
- 2011: Ballett Identities von Wang Xinpeng nach Kunderas Roman L’identité

## Dokumentarfilme
- Miloslav Šmídmajer: Milan Kundera: From The Joke to Insignificance (Milan Kundera: Od Žertu k Bezvýznamnosti), Tschechische Republik, 2021, 95 Minuten
- Milan Kundera – Die Ironie des Seins. Regie: Jarmila Buzkova, ARTE, CT, Frankreich, Tschechische Republik, 2022, 54 Minuten

## Biografien
- Jan Novák: Kundera: Český život a doba (Kundera: Ein tschechisches Leben und seine Zeit). [s. l.]: Argo Paseka, Prag 2020, ISBN 978-80-257-3215-1.
- Ariane Chemin: À la recherche de Milan Kundera. Sous-sol, Paris 2021, ISBN 978-2-36468-484-3.